# 奧克福德九號縣區 (伊利諾伊州默納德縣)
奧克福德九號鎮區（英語：Oakford No.9 Precinct）是位於美國伊利諾伊州默納德縣的一個縣區。

## 地方資料
根據2010年美國人口普查的數據，奧克福德九號鎮區的面積為48.87平方千米，當中陸地面積為48.32平方千米，而水域面積為0.54平方千米。當地共有人口229人，而人口密度為每平方千米4.69人。